# Bergtapuit
De bergtapuit (Myrmecocichla monticola; synoniem: Oenanthe monticola) is een zangvogel uit de familie Muscicapidae (Vliegenvangers).

## Verspreiding en leefgebied
Deze soort komt voor in het zuidwesten van Afrika en telt 4 ondersoorten:
- M. m. albipileata: zuidwestelijk Angola.
- M. m. nigricauda: westelijk Angola.
- M. m. atmorii: westelijk Namibië.
- M. m. monticola: zuidelijk Namibië en Zuid-Afrika.